# Mickey-Mousing
Mickey-Mousing [ˌmɪkimaʊzɪŋ] bezeichnet eine Filmmusiktechnik, bei der Geschehnisse im Film punktgenau von Musik begleitet werden. Diese oftmals stark akzentuierten musikalischen Elemente finden in dieser Form vor allem in frühen Zeichentrickfilmen von Walt Disney Verwendung, weshalb sich die wohl von David O. Selznick etablierte Bezeichnung Mickey-Mousing in Anlehnung an Disneys Zeichentrickfigur Micky Maus (engl. Mickey Mouse) durchsetzte. Eine abgeschwächte Form des Mickey-Mousing ist das Underscoring.

## Anleihen aus der Programmmusik
Das Mickey-Mousing ist seinem Wesen nach keine Erfindung der Filmindustrie. Anleihen waren in weniger überzeichneter Form bereits lange vor der Entstehung des Films in der Programmmusik der Klassischen Musik zu erkennen. So gestaltet Joseph Haydn in seinem Oratorium Die Schöpfung die Stelle Und es ward Licht mit einem plötzlichen Forte und lässt bei der Schilderung des Sonnenaufgangs die Tonhöhe allmählich ansteigen. Im Requiem von Mozart wird im Lacrimosa ebenfalls eine ansteigende Tonfolge verwendet, um die Auferstehung der Toten zu schildern. In verschiedenen Messen soll beim Crucifixus ein pochender Rhythmus die Hammerschläge symbolisieren, mit denen Christus ans Kreuz genagelt wird. In Jean-Jacques Rousseaus Ouvertüre zu seinem Stück Pygmalion werden die Hammerschläge imitiert, mit denen ein Bildhauer seine Statue perfektioniert. Seit ab dem Ende des 18. Jahrhunderts die Musik nicht mehr als nachahmende Kunst betrachtet wird, werden solche Illustrationen allerdings zunehmend geringgeschätzt. Beethoven erklärte etwa zu seiner Pastoralsinfonie (1808), dass sie „mehr Ausdruck der Empfindung als Mahlerey“ sein solle. Im Unterhaltungstheater wie im Melodram und der Pantomime blieb die illustrierende Musik allerdings präsent.

## Anwendung und Intention
Zwischen musikalischer und geräuschhafter Begleitung ist der Slapstick einzuordnen, mit dem man Aktionen auf der Bühne und später im Stummfilm akustisch verstärkte. Im Tonfilm war es Max Steiner, der diese Technik in seiner Musik zu King Kong und die weiße Frau im Jahr 1933 als einer der ersten Filmmusik-Komponisten verwendete. Im Film werden Kongs Bewegungen beim Erklimmen des Empire State Buildings mit Crescendos, also einem Lauterwerden der Musik untermalt, oder die Schritte eines Einheimischen mit Bassinstrumenten synchron verstärkt. Walt Disney nahm den Film als Anregung, die neue Filmmusiktechnik in seinen eigenen Filmen weiterzuentwickeln. In Filmen wie den Silly Symphonies, Fantasia und den frühen abendfüllenden Disney-Filmen der „Meisterwerke“-Reihe wie Pinocchio wurde das Mickey-Mousing perfektioniert: Jeder Sprung Pinocchios wird von einem Glissando begleitet, während ein Sturz mit einem tiefen Paukenschlag untermalt wird. Zu Meistern dieser Form der musikalischen Akzentuierung entwickelten sich insbesondere Disneys „Hauskomponisten“ Paul J. Smith und Oliver Wallace. Carl Stalling, der die Filmmusik zu Zeichentrickfilmen mit seiner Musik zu Looney Tunes entscheidend prägte, verband die Technik mit postmoderner Ästhetik, indem Stimmungen in Sekundenschnelle erzeugt und wieder verworfen werden. Mit Musik, die auf den Filminhalt abgestimmt ist, werden die Zuschauer geführt, ohne dass dies ihnen bewusst wird. Wird dies geschickt gemacht, können neue filmische Zusammenhänge erschlossen werden.
Ein Beispiel außerhalb eines Zeichentrickfilms ist der James-Bond-Film Dr No von 1962. Als Bond eine Spinne totschlägt, wird dies mit Orchester-Shouts pro Schlag untermalt.